# Округ Раск (Тексас)
Округ Раск (енгл. Rusk County) је округ у америчкој савезној држави Тексас. По попису из 2010. године број становника је 53.330.

## Демографија
Према попису становништва из 2010. у округу је живело 53.330 становника, што је 5.958 (12,6%) становника више него 2000. године.
| Група             | 2000.          | 2010.          |
| Белци             | 33.737 (71,2%) | 35.237 (66,1%) |
| Афроамериканци    | 9.102 (19,2%)  | 9.435 (17,7%)  |
| Азијати           | 113 (0,2%)     | 214 (0,4%)     |
| Хиспаноамериканци | 3.998 (8,4%)   | 7.609 (14,3%)  |
| Укупно            | 47.372         | 53.330         |